# Bajratschky
Bajratschky (ukrainisch Байрачки; russisch Байрачки/Bairatschki) ist eine Siedlung städtischen Typs im Westen der ukrainischen Oblast Luhansk mit etwa 800 Einwohnern.
Der Ort gehört administrativ zur Stadtgemeinde der 3 Kilometer nordöstlich liegenden Stadt Sorynsk die wiederum zum Rajon Perewalsk gehört, die Oblasthauptstadt Luhansk befindet sich 54 Kilometer östlich des Ortes, durch den Ort führt die Bahnstrecke Jassynuwata–Millerowo von Debalzewe nach Luhansk.
Bajratschky wurde 1954 als Bergarbeitersiedlung für die neu erschlossene Kohlegrube Komissariwska (Комісарівська) gegründet und wurde 1959 zu einer Siedlung städtischen Typ erhoben. Die Kohlegrube wurde im Jahre 2000 wegen Unrentabilität geschlossen, die Bevölkerung nahm seither wegen hoher Arbeitslosigkeit massiv ab. Seit Sommer 2014 ist der Ort im Verlauf des Ukrainekrieges durch Separatisten der Volksrepublik Lugansk besetzt.